# Saint-Jory
Saint-Jory – miejscowość i gmina we Francji, w regionie Oksytania, w departamencie Górna Garonna.
Według danych na rok 1990 gminę zamieszkiwały 3244 osoby, a gęstość zaludnienia wynosiła 170 osób/km² (wśród 3020 gmin regionu Midi-Pireneje Saint-Jory plasuje się na 104. miejscu pod względem liczby ludności, natomiast pod względem powierzchni na miejscu 588.).

## Zabytki

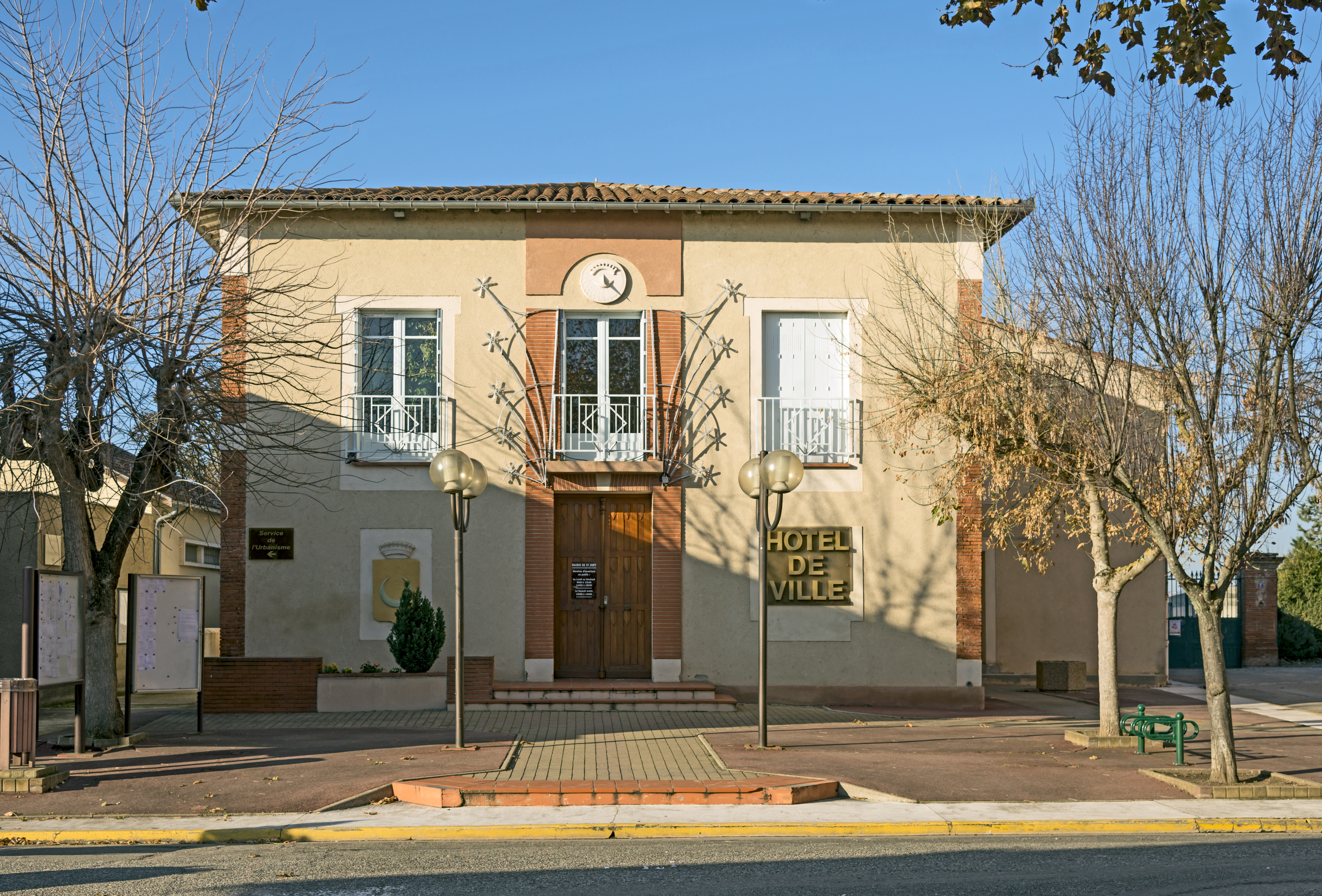
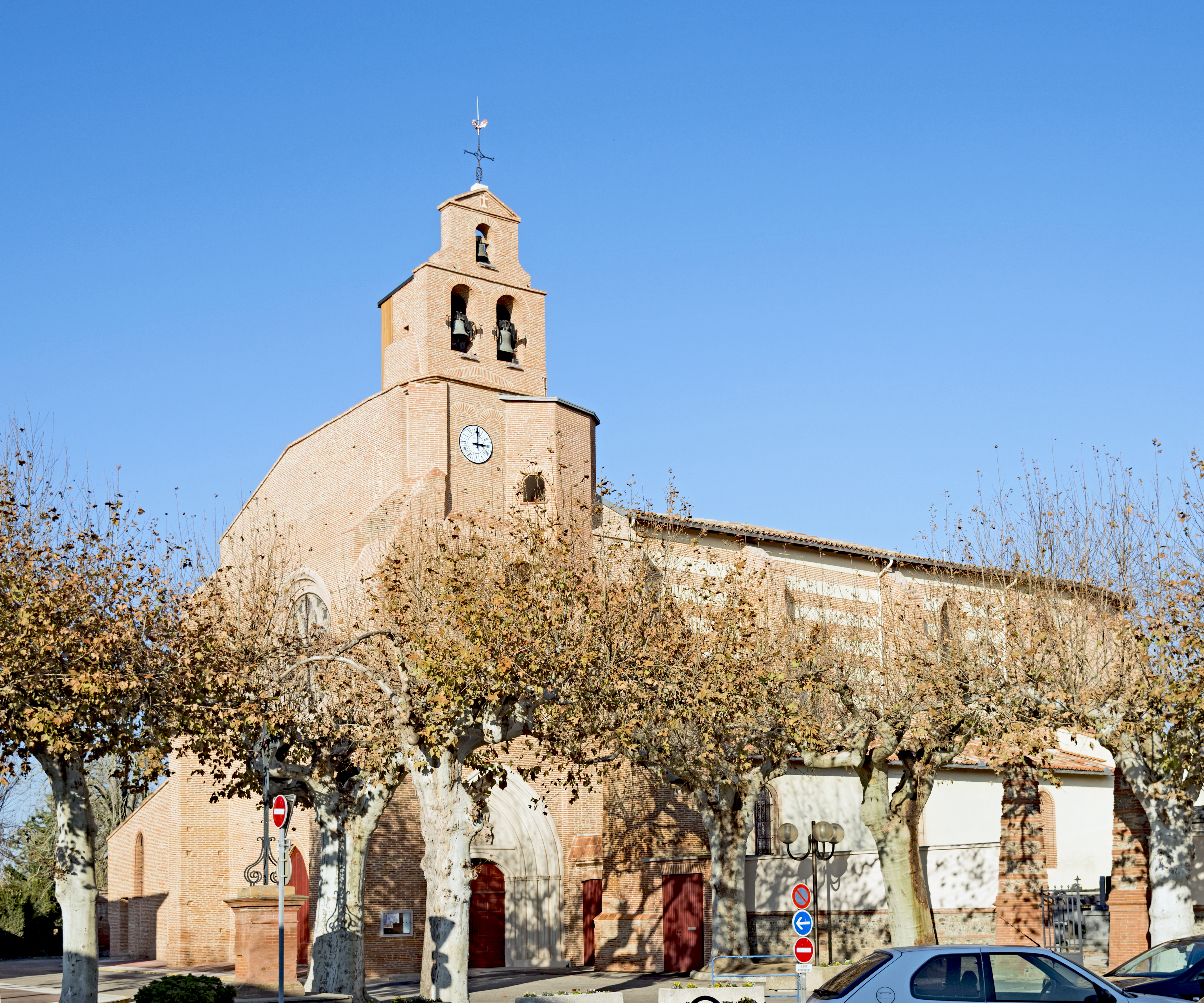
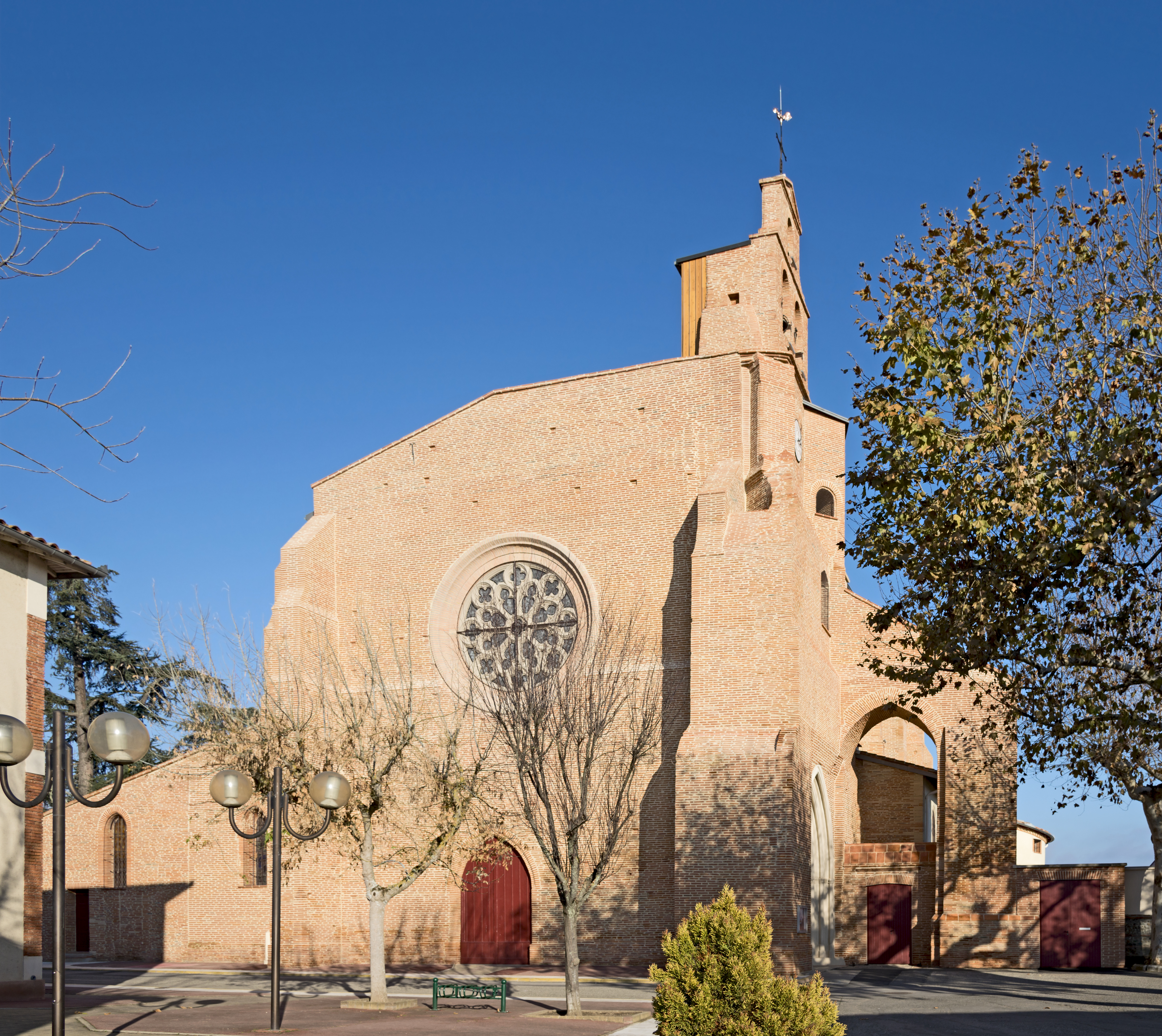
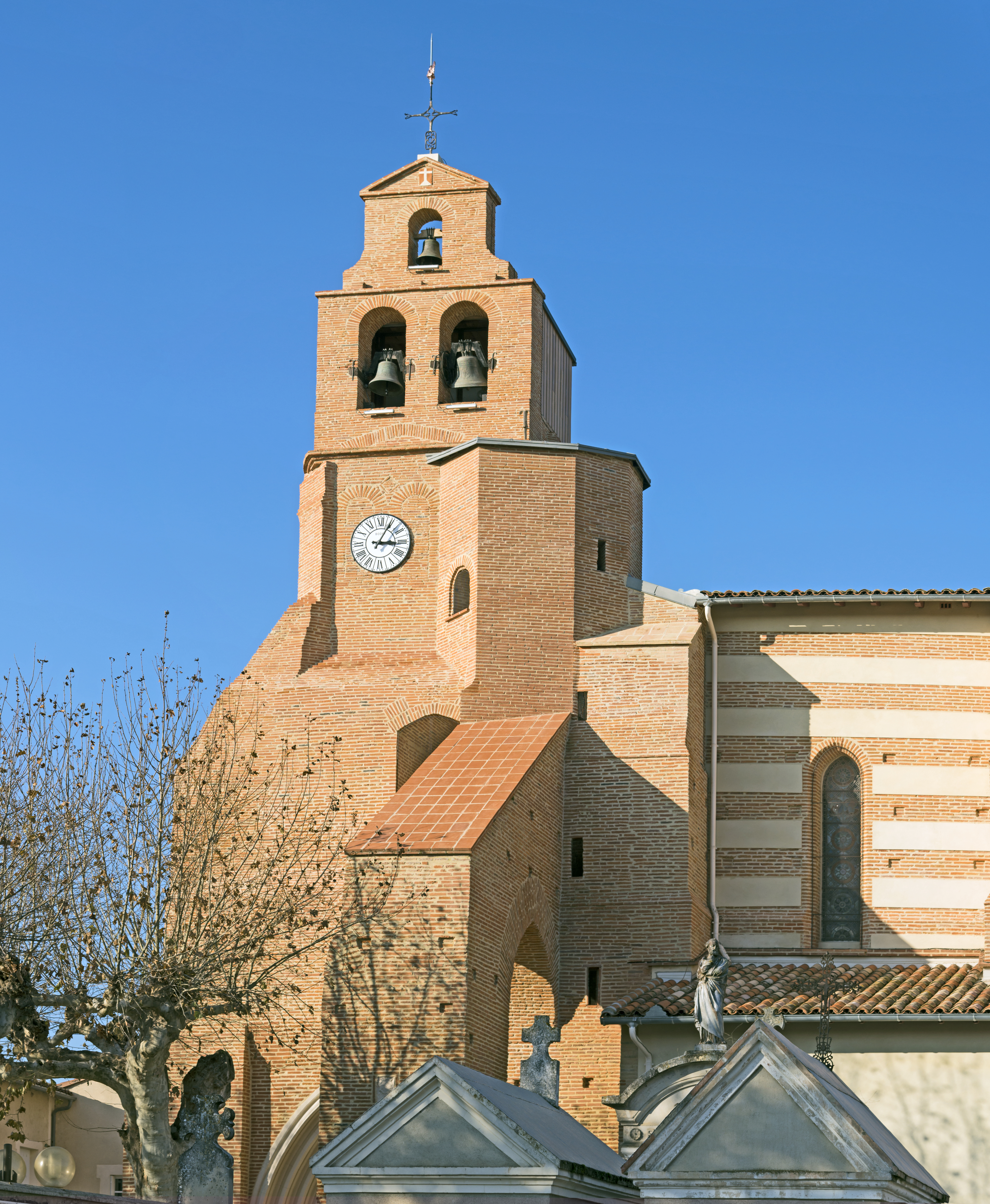